# Apamea ordinaria
Apamea ordinaria är en fjärilsart som beskrevs av Walker 1856. Apamea ordinaria ingår i släktet Apamea och familjen nattflyn. Inga underarter finns listade i Catalogue of Life.